# تونس (غنم)

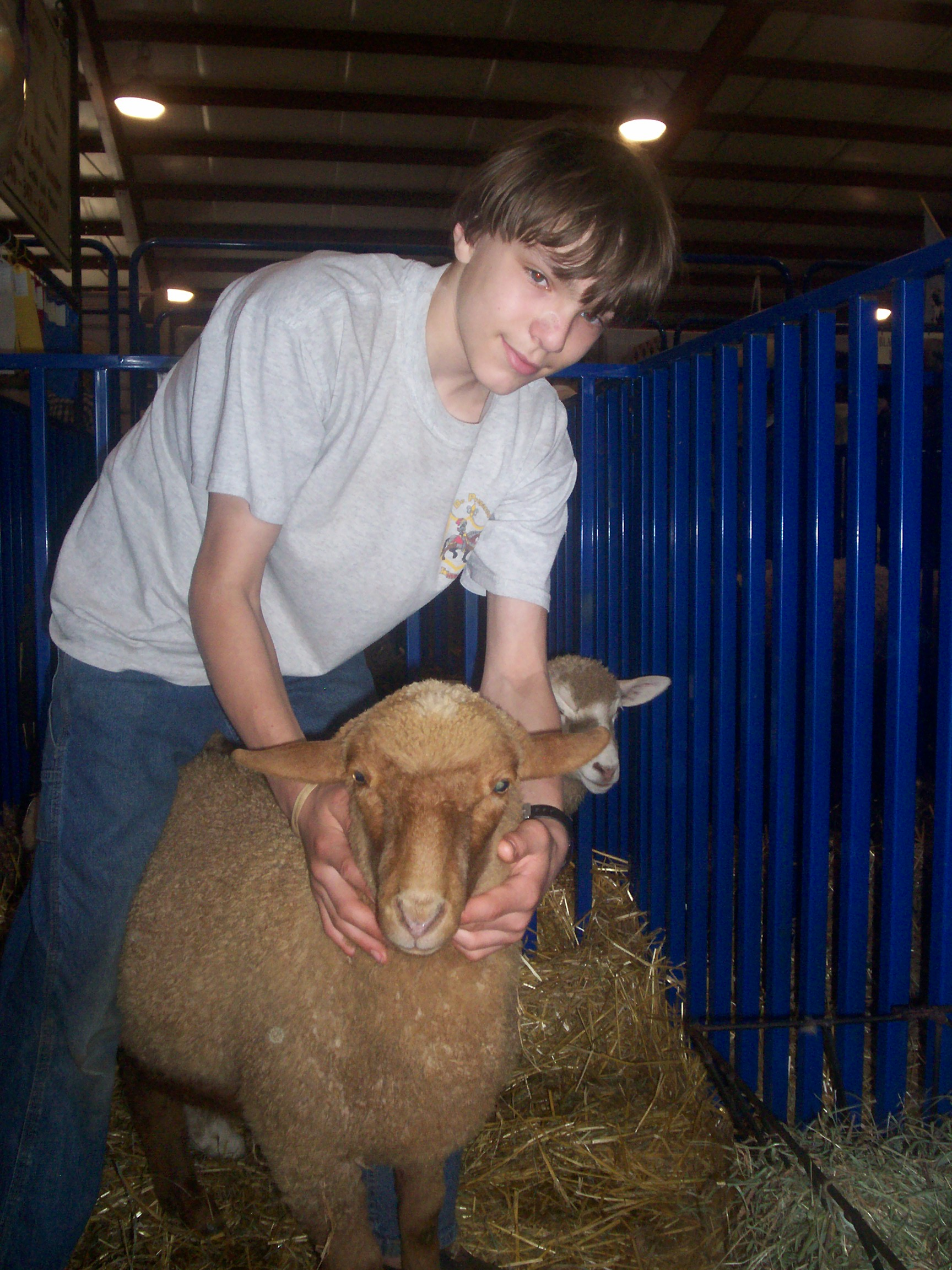
ولد مع نعجة من سلالة البربري التونسي في مهرجان ماريلاند للغنم والصوف

تونس تعرف أيضا بالبربري التونسي هي سلالة أغنام متوسطة القد ذات قرون، صوفها بلون الكريم ووجهها وسيقانها بلون أحمر-قرفي. تربى هذه السلالة أساسا من أجل لحومها. وهي أحد أقدم سلالات الغنم في العالم، وهي أصيلة تونس.

## الخصائص
يتميز باللون البني

## وصلات خارجية
- (بالإنجليزية) السجل الوطني لغنم التونسي.